# Liste von Autoren/X

## X
Emanuel Xavier (* 1971)
Xenophon (um 430/425 – 355 v. Chr.)
Xenophon von Ephesos (ca. 2. Jahrhundert n. Chr.)